# Coat of Arms
Coat of Arms šesti je studijski album švedskog power metal sastava Sabaton. Kao i na prethodim Sabatonovim albumima, sve se pjesme bave ratom. Iznimka je Metal Ripper koja je, kao i pjesme Metal Machine i Metal Crüe s prethodnih albuma, posveta heavy metalu.

## Popis pjesama
Glazba: Joakim Brodén.
| 1.    | »Coat of Arms«       | Brodén, Pär Sundström | 3:35 |
| 2.    | »Midway«             | Sundström             | 2:29 |
| 3.    | »Uprising«           | Brodén, Sundström     | 4:55 |
| 4.    | »Screaming Eagles«   | Brodén, Sundström     | 4:07 |
| 5.    | »The Final Solution« | Brodén, Sundström     | 4:56 |
| 6.    | »Aces in Exile«      | Brodén, Sundström     | 4:22 |
| 7.    | »Saboteurs«          | Sundström             | 3:15 |
| 8.    | »Wehrmacht«          | Brodén                | 4:14 |
| 9.    | »The White Death«    | Brodén, Sundström     | 4:10 |
| 10.   | »Metal Ripper«       | Brodén                | 3:50 |
| 39:53 |                      |                       |      |

## Zasluge
- Joakim Brodén - vokali
- Rickard Sundén - gitara
- Oskar Montelius - gitara
- Pär Sundström - bas-gitara
- Daniel Mullback - bubnjevi
- Daniel Mÿhr - klavijature